# فرد دبليو. ستيوارت
فرد دبليو. ستيوارت (بالإنجليزية: Fred W. Stewart)‏ هو عالم أمراض أمريكي، ولد في 1894، وتوفي في 1991.